# 淤泥湖
淤泥湖是一个位于中国湖北省公安县的湖泊，面积约为20平方千米，平均水深约为3米，蓄水量约为2050万立方米。